# 蘇州府城隍廟
31°18′49″N 120°36′54″E / 31.31361°N 120.61500°E
蘇州府城隍廟是舊蘇州府的城隍廟，位于今江蘇省蘇州市老城內景德路東段，建於明洪武三年（1370年）。其东西两翼曾有明万历二十三年（1595年）建的長洲縣城隍廟和吳县城隍廟。现仅儀門、大殿及東側长洲縣城隍庙部分古建筑尚存。

## 歷史
宋、元时蘇州已有城隍庙，當時地處子城西南隅，至元朝末年毁於兵火。明太祖洪武三年（1370年），在古雍煦寺基（相传是三国時東吳都督周瑜宅址）修建了蘇州府城隍廟。廟內供奉的蘇州城隍是战国時期楚国的春申君黄歇，其封地即在今蘇州境內。弘治、嘉靖和清顺治、康熙、乾隆年間多次重修城隍庙。1958年以后，城隍廟被工廠占用。1995年，将阊门外原宝莲寺大殿移建至寝宫遗址上。至2004年，城隍廟經過修复重新開放。

## 建筑
今廟內建筑有廟門、儀門、大殿及寝宫组成。
大殿有前、後两殿，中间以穿堂相連，平面呈工字形，故俗称“工字殿”。大殿是蘇州現存唯一一座保存较為完整的明代早期殿堂建筑，1956年被公布為江蘇省文物保護單位。大殿前堂居中供奉城隍端坐像，殿两侧塑有赏善罚恶二十四府司。後堂供奉月下老人、城隍娘娘以及数尊土地神。
- 廟門
- 前殿